# 바람이 분다 (마츠다 세이코의 노래)
〈바람이 분다〉(일본어: 風立ちぬ 카제타치누[*])는 일본의 가수 마츠다 세이코의 일곱 번째 싱글 앨범으로, 1981년 10월 7일 발매되었다. (7" Vinyl: 07SH-1067) 정규 음반 《바람이 분다》의 선행 싱글이며, 곡의 작사는 마츠모토 타카시, 작곡은 오타키 에이치 (大瀧詠一), 편곡은 일단 "타라오 반나이"라고 표기되어 있는데, 설명은 아래에 후술한다. 이 곡은 마츠다 본인이 직접 출연한 글리코의 과자 포키의 광고 삽입곡으로 사용되었다. B사이드 곡은 〈Romance〉이고, 작사는 마츠모토로 동일하며, 작곡은 히라이 나츠미 (平井夏美. 본명: 카와하라 신지 川原伸司), 편곡은 후나야마 모토키 (船山基紀)가 맡았다. 이 곡은 시세이도의 세안 폼 "에쿠보"의 광고 삽입곡으로 쓰였다.
이 곡은 CBS 소니의 디렉터인 와카마츠 무네오 (若松宗雄)가 평소에 좋아했던 호리 타츠오 (堀辰雄)의 소설 《바람이 분다》를 소재로 기획된 노래이다.
타라오 반나이 (多羅尾伴内)라는 것은 작곡가 오타키 에이치의 별명 중 하나이다. 즉 편곡도 오타키가 맡았다는 것인데, 그 이전에 "타라오 반나이"는 작가 히사 요시타케 (比佐芳武)가 만들어낸 유명한 탐정의 이름이다. 오타키는 원작자의 동의를 구하지 않고 이 이름을 무단으로 사용하였지만, 곡이 폭발적인 인기를 끌자 히사의 친족들이 이 사실을 알게되었고, 이름의 무단 사용 중지를 요구했다. 오타키는 이후 가명을 "CHELSEA"로 바꿔 활동했다.
작품은 1981년 10월 26일 오리콘 싱글 차트에서 1위를 기록하였으며, 제23회 일본레코드대상에서 골든 아이돌상과, 제12회 일본가요대상에서 방송음악상을 수상하였다.

## 수록곡
| #            | 제목                           | 작사            | 작곡          | 편곡            | 재생 시간 |
| ------------ | ------------------------------ | --------------- | ------------- | --------------- | --------- |
| 1.           | 〈〈바람이 분다〉〉 (風立ちぬ) | 마츠모토 타카시 | 오타키 에이치 | 타라오 반나이   | 4:34      |
| 2.           | 〈〈Romance〉〉                | 아시카와 사키코 | 히라이 나츠미 | 후나야마 모토키 | 3:25      |
| 총 재생 시간 | 총 재생 시간                   | 총 재생 시간    | 총 재생 시간  | 총 재생 시간    | 7:59      |